# Jean Varela
Vous pouvez aider à l'améliorer ou bien discuter des problèmes sur sa page de discussion.
- Certaines informations devraient être mieux reliées aux sources mentionnées dans la bibliographie ou les liens externes. Améliorez sa vérifiabilité en les associant par des références. (Marqué depuis novembre 2016)
- Sa forme n’est pas encyclopédique et ressemble trop à un curriculum vitæ. Modifiez le texte pour aider à le transformer en article neutre. (Marqué depuis novembre 2016)

Jean Varela, né le 4 septembre 1966 à Béziers, est un comédien (formé à l'École nationale supérieure d'art dramatique de Montpellier), directeur de théâtre et du festival Printemps des comédiens. Il vit et travaille en région Occitanie,,,,. En octobre 2019, il cosigne publiquement une tribune soutenue par 40 personnalités pour défendre la corrida.

## Biographie
Il est directeur depuis 2011, du festival Printemps des comédiens à Montpellier.
Cofondateur de la compagnie In Situ.
En tant que comédien Jean Varela a été formé à l'École supérieure d'art dramatique de Montpellier. Il a joué notamment sous la direction de Patrick Haggiag (Tout passe, Le Barbier de Séville) Dag Jeanneret (La Dernière Balade de Lucy Jordan, Monsieur de Pourceaugnac, Partition, Le Pain dur, La Castafiore passe à table !), Jacques Allaire (La Cuisine amoureuse, Le Tigre et l'Apôtre), François Macherey (Une soirée chez Dumas le père), Gilbert Rouvière (Mon royaume pour un canal) Jean-Marc Bourg (Antigone, La Tragédie du roi Richard II, Casimir et Caroline), Michel Touraille (La Politique des restes, Les Autres, Victor ou les Enfants au pouvoir, Audience et Pétition de Václav Havel), mais également avec Jean-Claude Sachot, Roger Cornillac, Gerhard Bauer, Yves Gourmelon, Guy Vassal...
En 1987, il fonde le Jeune Théâtre régional et organise la production et la diffusion de plusieurs spectacles dans le Languedoc-Roussillon. En tant que comédien, il participe à ces tournées.
En 1989, il crée à la demande la municipalité, le service culturel de la ville de Sigean (Aude) et développe une intense activité de création théâtrale en collaboration notamment avec le L.A.C. (lieu d'art contemporain du peintre Piet Moget), l'atelier de lithographie Pousse-Caillou ou les disques du Solstice.
Il invite Jean-Marc Bourg, Christian Pinaud et Jacques Allaire à le rejoindre. Ensemble, ils créent la compagnie Abattoir et invitent Daniel Lemahieu comme auteur en résidence.
En 1993, ils créent la manifestation « Théâtres » dédiée aux écritures contemporaines et invitent de nombreuses jeunes compagnies et auteurs en septembre de chaque année.
En 1998, il crée avec Geneviève Rière à Mèze le festival « Paroles et Papilles » dédiée à la création contemporaine et à la découverte du goût.
En 2001, il est élu conseiller municipal délégué à la culture à Thézan-lès-Béziers et crée en 2001 le festival « Les Nuits de La Terrasse et Del Catet » qui rayonne dans 5 communes du Biterrois. En 2016 a lieu la 16e édition.
En 2003, la Région Languedoc-Roussillon et l'État lui confient la direction de l'itinéraire du théâtre et du cirque en région. Il gérera cet outil de diffusion en région avec la Cie In Situ qu'il crée en 1999 avec Christian Pinaud. En 2003, il est nommé directeur de La Cigalière, salle de spectacle à Sérignan (Hérault) qui devient scène conventionnée pour les résidence de création en 2006.
En 2006, le département de l'Hérault lui confie le projet d'un théâtre au Domaine de Bayssan à Béziers : sortieOuest. Ce lieu devient scène conventionnée pour les écritures contemporaines en 2013 et accueille comme compagnies associées la Cie In Situ. Les compagnies La Fabbrica de Charles Tordjman et Le Grand Cerf bleu sont en compagnonnage depuis 2015.
En 2011, le département de l'Hérault et Jean-Claude Carrière, président du Festival, le nomment directeur du Printemps des comédiens, Montpellier.
En octobre 2019, il signe avec 40 personnalités du monde du spectacle et de la culture, parmi lesquelles Denis Podalydès, Pierre Arditi, l'ex-ministre de la Culture Françoise Nyssen ou le journaliste Patrick de Carolis, un appel contre l'interdiction de la corrida aux mineurs que la députée Aurore Bergé voulait introduire dans une proposition de loi sur le bien-être animal.

## Comédien
- 2015 : Tout passe d'après Vassili Grossman, mise en scène Patrick Haggiag
- 2010 : Le Barbier de Séville de Beaumarchais, mise en scène Patrick Haggiag
- 2008 : La Castafiore passe à table !, mise en scène Dag Jeanneret
- 2007 : 1907, le Tigre et l'Apôtre de Jacques Vilacèque, mise en scène Jacques Allaire
- 2005 : La Dernière Balade de Lucy Jordan de Fabrice Melquiot, mise en scène Dag Jeanneret
- 2004 : Monsieur de Pourceaugnac de Molière, mise en scène Dag Jeanneret
- 2003 : Partition de Jean-Yves Picq, mise en scène Dag Jeanneret
- 2002 : Une soirée chez Dumas le père de Pierre Astrié, mise en scène François Macherey
- 2000 : Le Pain dur de Paul Claudel, mise en scène Dag Jeanneret
- 1996 : La Cuisine amoureuse de Jacques Allaire, mise en scène Jacques Allaire
- 1995 : Les Arabes à Poitiers de Luc Tartar, mise en scène Yves Gourmelon
- 1994 : Antigone d'après Sophocle, mise en scène Jean-Marc Bourg
- 1993 : La Politique des restes d’Arthur Adamov, mise en scène Michel Touraille
- 1991 : Victor ou les Enfants au pouvoir de Roger Vitrac, mise en scène Michel Touraille
- 1990 : Audience-Pétition de Václav Havel, mise en scène Michel Touraille
- 1989 : Sade, marquis sans-culotte de George Lauris, mise en scène Michel Touraille
- 1988 : Hola ! Hé ! Sganarelle de Guy Vassal, mise en scène Jean-Claude Sachot

## Autres activités
Assistant à la mise en scène
- 1991 : Victor ou les Enfants au pouvoir de Roger Vitrac, mise en scène Michel Touraille

Collaborateur artistique
- 2007 : La Trilogie de la villégiature de Carlo Goldoni, mise en scène Patrick Haggiag

Lecteur
- 2007 : Le Fils du père d'Yves Rouquette

Récitant
- 1999 : Pierre et le Loup, mise en scène Enrique Lanz